# Asse prioritario
Nel linguaggio dei fondi strutturali dell'Unione europea e ai sensi dei Regolamenti generali che li governano (Regg. 1260/99 e 1083/2006), un asse prioritario identifica  le priorità  strategiche da considerare nei programmi operativi (programma operativo nazionale e programma operativo regionale). Nel ciclo dei Fondi strutturali settennali 2000-2006, 2007-2013 e in quello in corso (2014-2020), gli Assi sono sei. Essi sono:
- I - valorizzazione risorse naturali e ambientali;
- II - valorizzazione risorse culturali e storiche;
- III - valorizzazione risorse umane;
- IV - miglioramento della qualità della vita in città;
- V - sistemi locali di sviluppo;
- VI - reti e nodi di sviluppo.

A questi si aggiunge anche uno specifico Asse teso a facilitare in particolare la pubblica amministrazione a realizzare gli obiettivi dei Fondi strutturali, che costituisce un settimo Asse, chiamato  Assistenza tecnica cui è attribuito uno specifico Programma operativo sovraregionale (PON Assistenza tecnica - PON ATAS).
I documenti e Programmi operativi (PO) dei Fondi strutturali  distribuiscono ogni loro intervento all'interno di tali Assi che vengono intesi da un lato  come sei grandi aree di intervento e dall'altro semplificano dal punto di vista amministrativo la complessità dei materiali in oggetto. Lo stesso quadro comunitario di sostegno tramite il quale si approvano a Bruxelles i programmi dei Fondi strutturali (Ob.1) e si quantificano le relative quote di finanziamento per ogni Stato comunitario,  basa le sue previsioni utilizzando le categorie degli Assi. A ciascun asse è legato un  obiettivo globale, articolato a sua volta in obiettivi più specifici e definiti.